# Kiril Džajkovski
Kiril Džajkovski (macédonien : Кирил Џајковски), aussi appelé Djaikovski, est un producteur et disc jockey macédonien de musique électronique.

## Biographie
Kiril Džajkovski sort une série de singles et d'EP sur Filter Label, notamment : Jungle Shadow, Lion's Den, Reminder, Music Man, Red Safari, Spin Off et Hell of a Road.
Kiril Džajkovski compose la bande-son du film The Great Water d'Ivo Trajkov (Prix de la meilleure musique à la 26e édition de la Mostra de Valence) et de sa dernière collaboration dans le film slovaque Piargy.
En outre, il a une carrière réussie en tant que compositeur de musique de théâtre, travaillant principalement avec le célèbre metteur en scène de théâtre et de cinéma Aleksandar Popovski sur plus de 20 projets de théâtre présentés en première dans différents théâtres prestigieux des Balkans et d'Europe, en plus de composer la bande originale du groupe. de son film Balkan Is Not Dead.